# 小行星1596
小行星1596（1596 Itzigsohn）是一颗围绕太阳公转的小行星。1951年3月8日，米格爾·伊茲克索恩在拉普拉塔发现了此天体。
該小行星以發現者米格爾·伊茲克索恩命名。
这颗小行星的绝对星等为161.4467678402023等。